# Saint-Roch (Toulon)
Pour les articles homonymes, voir Saint-Roch (homonymie).
Le quartier Saint-Roch est un quartier de Toulon (département français du Var), situé juste au nord du centre-ville. 

## Situation
Il est entouré par les quartiers suivants :
- Le Pont du Las, à l'ouest, au nord-ouest et au sud-ouest
- Barbès, au nord
- Valbourdin, au nord-est
- Claret, à l'est
- le centre-ville au sud et au sud-est.

## Description
Quartier commerçant et résidentiel, il abrite entre autres la clinique Saint-Roch, le Secours catholique, la synagogue de Toulon, la Direction départementale de l'intervention sanitaire et sociale (DDISS), la Caisse primaire d'assurance maladie (CPAM) de Toulon-Carnot, la Caisse régionale d'assurance maladie (CRAM), le Centre de formation et d'apprentissage (CFA) des métiers de la pharmacie, le théâtre Poquelin, l'ancienne prison de la ville, la prison Saint-Roch détruite en 2010, le palais de justice, la SPA et les Petites Sœurs des pauvres.
À sa proximité immédiate se situent le jardin Alexandre-Ier, jardin public de la ville, la gare de Toulon, la place Martin-Bidouré (au Pont du Las, 2e marché de Toulon, après le cours Lafayette).
Étant donné l'absence de poste et de mairie à Saint-Roch, le siège du comité d'intérêt local (CIL) est abrité dans les locaux du Club des Retraités (100, chemin de Plaisance).
Les codes postaux du quartier sont 83000 et 83200.